# داندنیکومبورا
داندنیکومبورا (به لاتین: Dandenikumbura) یک منطقهٔ مسکونی در سری‌لانکا است که در استان مرکزی (سری‌لانکا) واقع شده‌است.